# Diastoma
Diastoma é um gênero de traça pertencente à família Agonoxenidae.